# Gilze

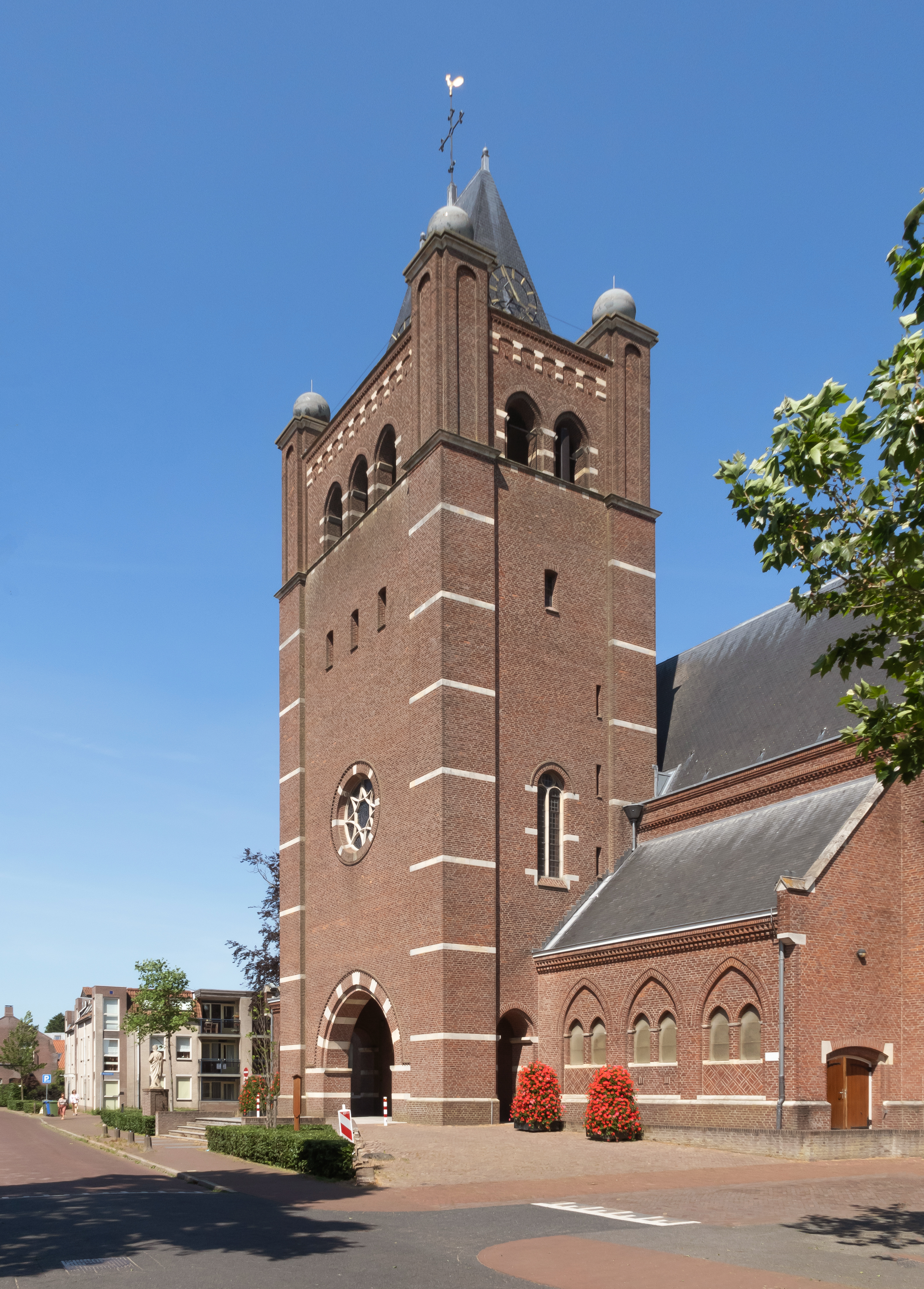
Sint-Petrus' Bandenkerk

Gilze (Brabants: Gils) is een dorp in de gemeente Gilze en Rijen ten zuidwesten van Tilburg, in de provincie Noord-Brabant. Op 1 januari 2023 had het dorp 8.460 inwoners (CBS). Gilze is een van de oudste plaatsen in het land van Breda. Ten westen, zuiden en oosten van Gilze liggen uitgestrekte landbouwgebieden, vooral aan de zuidzijde begrensd door boscomplexen; Prinsenbos, Annabos en de Ulvenhoutse Bossen.

## Toponymie
De precieze oorsprong van de naam Gilze is onzeker. Een mogelijke verklaring is de combinatie van gil (scheur; vergelijk geul) en isa (stromend water); een andere verklaring is gislo, een samentrekking van gisil (twijg) en lo (bos).

## Geschiedenis

### Prehistorie
Bij de aanleg van vliegveld Nerhoven, de voorloper van de huidige vliegbasis, werden verschillende urnen gevonden, die dateren uit de ijzertijd. Bij de kerk in Gilze vonden archeologen in 1994 een zogenaamde boomput, die ongeveer in het jaar 1000 moet zijn vervaardigd.
Uit resultaten van opgravingen in 2001 bij de buurtschap Verhoven bleek, dat er zowel in de IJzertijd (van 700 v. Chr. tot het begin van de jaartelling) als in de Merovingsche tijd (6e en 7e eeuw) nederzettingen waren. Met deze vondsten is het bewijs geleverd dat op de plaats van het huidige het dorp Gilze, lang voordat de naam ervan in zwang kwam, al bewoning bestond.

### Ontstaan
Gilze is ontstaan uit het domeinakkerdorp, dat ‘Villa Gillesa cum appendiciis’ werd genoemd. Hilsondis, gravin van Strijen, zou het domein in 992 aan de abdij van Thorn hebben geschonken, waarvan ze zelf de stichteres was. In de schenkingsakte duikt de naam Gilze voor het eerst op. Huidige historici beschouwen de akte echter als vals. Toch moet de schenking in ieder geval voor het begin van de 12e eeuw gedaan zijn. Daarmee is Gilze een van de oudste plaatsen in het land van Breda.
De abdis van Thorn regelde het bestuur en de rechtspraak in deze streken, nog voordat de Baronie van Breda zich had gevormd. De door haar opgerichte rechtbank ‘Den Ouden hof van Gilze’ bleef bestaan tot aan de secularisatie van de abdij in 1795. Later kwam Gilze in het bezit van de Heer of Baron van Breda. Maar de abdis behield tot aan de Franse Revolutie belangrijke rechten en bezittingen.

### Tachtigjarige Oorlog
Op 23 mei 1584 vielen regeringssoldaten uit Herentals, Vilvoorde en Wouw midden in de nacht het dorp Gilze binnen. Zij roofden het vee en andere goederen en staken de kerk, de hoeven en huizen in brand. Dat wat de dorpelingen nog konden redden, werd kort daarna door ruiters uit Antwerpen en Bergen op Zoom geroofd. Ook vermoordden ze verschillende inwoners. Het dorp verkeerde in een rampzalige toestand. De verzwaarde oorlogslasten maakten de situatie nog erger. Inwoners moesten verplicht hooi en haver aan de troepen leveren en wagendiensten verlenen voor het vervoer van levensmiddelen en munitie naar het Spaanse legerkamp bij Antwerpen. Veel inwoners verlieten hun dorp. Doopboeken in Breda laten zien, dat kinderen uit Gilze in 1585 in Breda werden gedoopt.
Herhaaldelijk kreeg het dorp inkwartiering van troepen. En ook dat was steeds een zware last voor de bevolking. Toen Spinola in 1624 Breda belegerde, streken soldaten neer in een kamp in Gilze. In 2000 werden er in de buurtschap Verhoven uit die periode enkele skeletten van soldaten van het Spaanse leger opgegraven.
Ook toen er een eind kwam aan de Tachtigjarige Oorlog betekende dat nog geen verlichting voor Gilze en Rijen. Plaatsen in de Generaliteitslanden kregen zware belastingen opgelegd en de oude stedelijke voorrechten bleven gehandhaafd. In 1762 trof Gilze nog een ramp. Een brandstichter stak de nieuw gebouwde schuurkerk in brand. Overslaande vlammen legden in het dorp veel huizen in de as.

### Tweede Wereldoorlog
De gemeente kreeg het heel zwaar te verduren tijdens de Tweede Wereldoorlog. De Duitsers voegden de reeds bestaande vliegvelden Molenheide en Nerhoven samen tot Fliegerhorst Gilze-Rijen, de latere Vliegbasis Gilze-Rijen. Ze breidden dit vliegveld uit tot één der grootste vliegvelden van het continent, met als gevolg heel veel beschietingen en bombardementen. Vooral Gilze en Hulten hadden vaak zwaar te lijden onder luchtaanvallen, omdat de Duitsers militaire opslagplaatsen en hangars dicht bij hun bebouwde kommen hadden neergezet.
Na Dolle Dinsdag (5 september 1944) ging de bezetter zich nog eens te buiten aan zinloze vernielingen. Ze bliezen het raadhuis, molens en de watertoren in Gilze op. Op Bevrijdingsdag volgde ook nog de kerk, kort voordat de Poolse troepen onder leiding van generaal Stanisław Maczek het dorp binnentrokken.

## Bezienswaardigheden

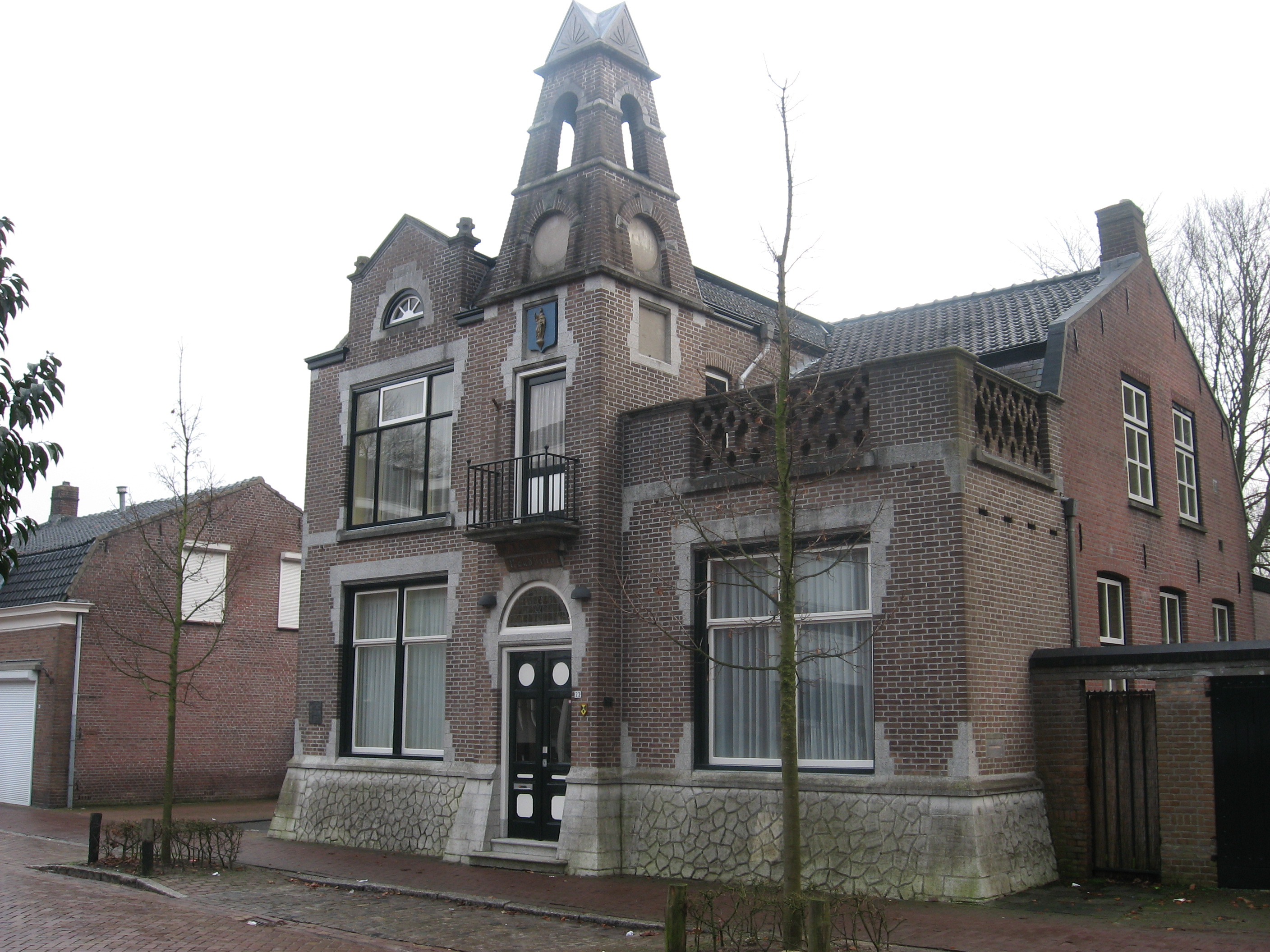
Voormalig gemeentehuis

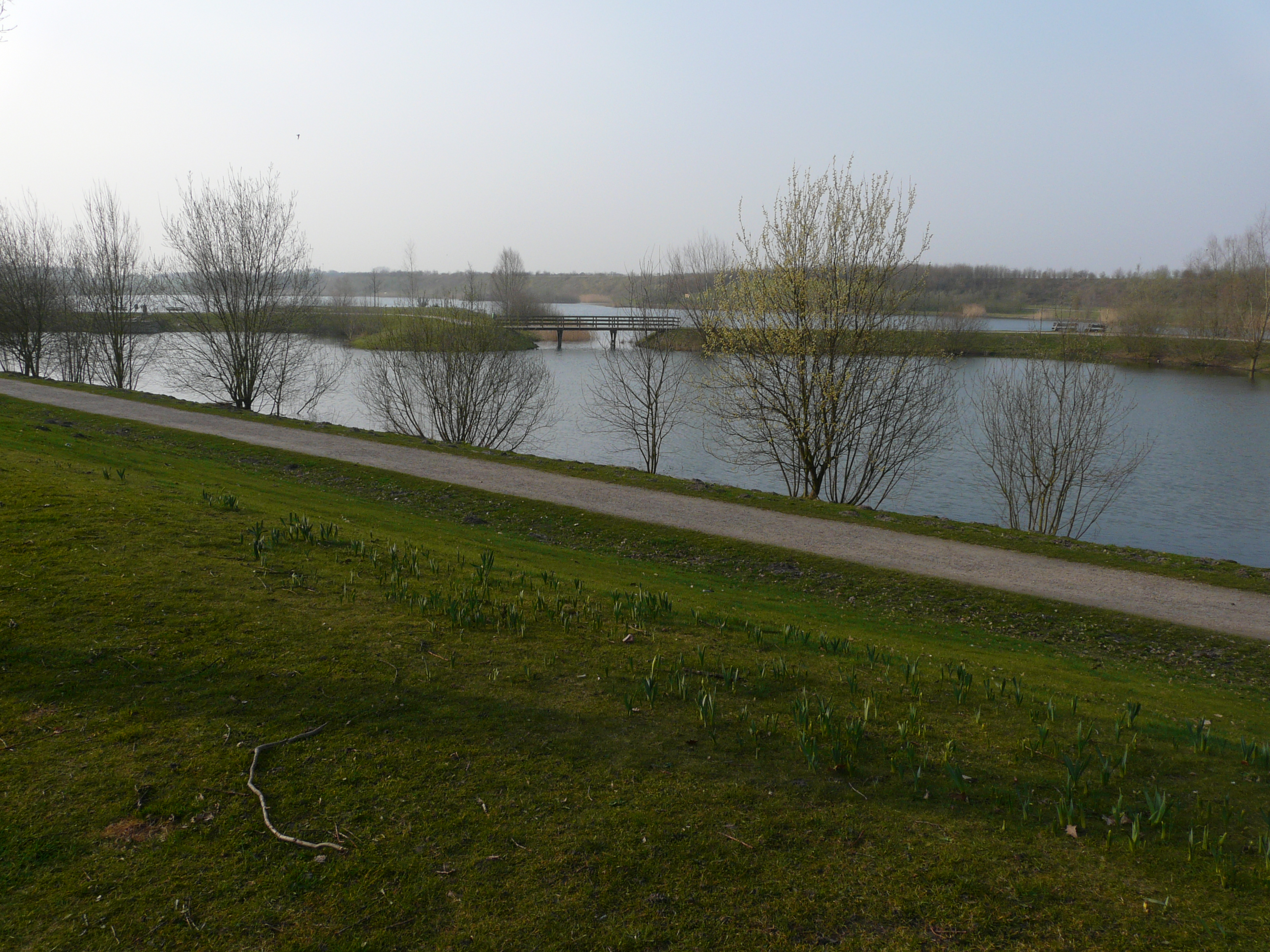
Water aan de Warande

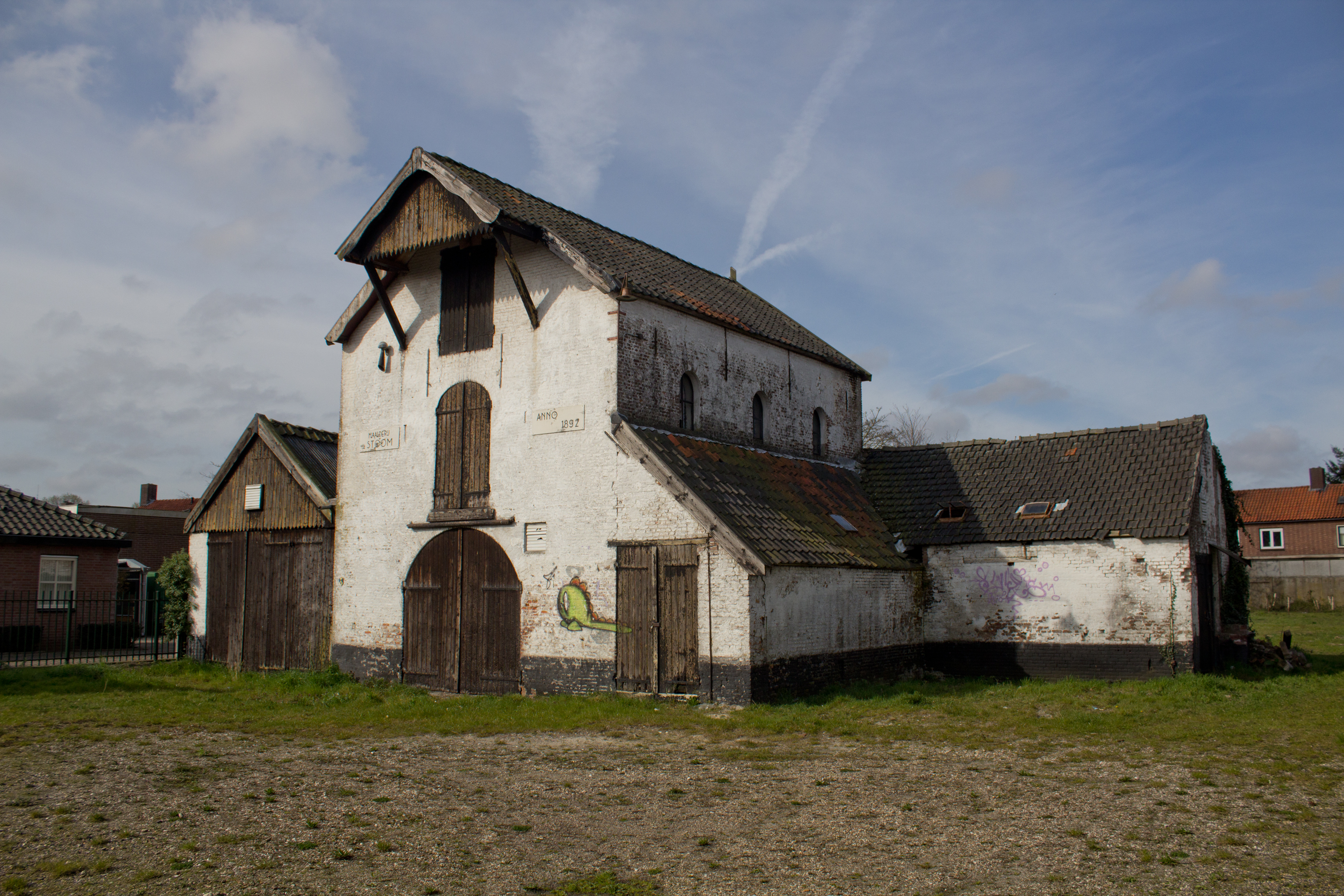
Maalderij 't Stoom in 2015

- De Sint-Petrus' Bandenkerk bevindt zich aan de Kerkstraat 116. Hier stond oorspronkelijk een uit omstreeks 1500 daterende eenbeukige kruiskerk die een aantal malen werd uitgebreid. Van 1880-1882 geschiedde dit in neogotische stijl naar plannen van J.J. van Langelaar. Van 1931-1932 werd de kerk uitgebreid met een extra beuk aan de oostzijde van het transept. Er werden toen onder meer zijbeuken toegevoegd. In 1944 werd de toren opgeblazen waarbij ook een deel van het schip werd verwoest. Herbouw geschiedde van 1950-1952. Architect was W. Bunnik. Het schip werd naar het westen verlengd en een nieuwe toren werd gebouwd. Alleen het noordelijke deel van de middelste transeptbeuk is nog laatmiddeleeuws.
- Maalderij "'t Stoom" aan de Nieuwstraat 113a, is een voormalige stoommaalderij uit 1892.
- Voormalig gemeentehuis aan de Nieuwstraat 22, uit 1912. Oorspronkelijk slagerij, later herberg en patronaatsgebouw, kwam het in 1920 aan de gemeente, die het voorfront liet aanbrengen waarna het gemeentehuis was tot 1939. Gilze kreeg toen weliswaar een nieuw en groter gemeentehuis, maar dat werd in 1944 verwoest, waarna het gemeentehuis naar Rijen werd verplaatst.
- Vlaamse schuur aan Kerkstraat 33, uit 1647. Deze is als noodschuurkerk in gebruik geweest nadat de voorganger hiervan in 1762 door brand werd verwoest. In 1949 werd de schuur gerestaureerd en een honderdtal meter verplaatst. De bijbehorende boerderij De Oude Pastorie, uit 1614, werd gesloopt.
- Boerderijwoning met ingezwenkte lijstgevel uit 1876, aan de Versterstraat 11.
- Langgevelboerderij uit 1880, aan de Molenschotsedijk 3.
- Steenfabriek, aan de Alphenseweg 19, werd opgericht in 1890 en was een van de eerste industriële werkgevers van Gilze. Hier werd de zogeheten Gilzersteen vervaardigd. In 1991 werd de fabriek gesloten en werd het een bouwval dat regelmatig voor trouwfoto's gebruikt werd. Na enkele jaren werd het gebouw herontwikkeld. Een deel ervan is sinds 2010 in gebruik als cultureel centrum.
- Water aan de Warande, natuurgebied

## Natuur en landschap
In een westelijke uitloper van de gemeente bevindt zich het landgoed Valkenberg. Naar het zuidwesten toe strekken zich de Chaamse Bossen uit. In het oosten ligt een grootschalig heide-ontginningsgebied. Ten noorden ligt, aan de overzijde van de autoweg, de Vliegbasis Gilze-Rijen en in het westen vindt men een kleinschaliger landbouwgebied, waardoorheen de Gilzewouwer Beek en de Molen Leij in westelijke richting stromen.

## Economie
Gilze had tot in de 19e eeuw voornamelijk een agrarisch karakter. Tot de oudere industriële
bedrijfstakken in Gilze behoorde de steenfabriek. Vanaf eind 19e eeuw kwam de leder- en schoenenindustrie in Gilze tot grote bloei, met grote leerlooierijen als Hoevenaars-van den Noort en De Vet-Verster. Vanaf de jaren 70 van de 20ste eeuw konden deze bedrijven de buitenlandse concurrentie niet langer aan vanwege de hoge loonkosten en strengere milieueisen. Ten noorden van Gilze bevindt zich vliegbasis Gilze-Rijen, de grootste militaire luchtmachtbasis van Nederland. Er is een bedrijventerrein, Broekakkers geheten. Audax, een van de grootste uitgeverijen van week- en maandbladen, had haar hoofdkantoor op dit industrieterrein. De markante kantoortoren langs de A58 domineerde jarenlang de skyline maar is inmiddels gesloopt. Veel inwoners van Gilze werken ook in Tilburg of Breda.
Er is een weekmarkt op vrijdagmorgen van 9 tot 12 uur.

## Carnaval
Tijdens carnaval wordt Gilze omgedoopt tot Dringersgat. Het Dringersgatse carnaval staat vol van de tradities. Zo vindt drie weken voor carnaval het Bont Sauwulspektakel plaats. Het Gils "souweulle" is een afgeleide vorm van tonpraten dat in veel Brabantse kernen wordt gedaan voorafgaand carnaval. Tijdens dit 4-daagse evenement dat georganiseerd wordt door de Leuttappers, probeert men (meestal lokale mannen) de titel Oppersauwelaar te verdienen.
In het carnavalsweekend zelf staat het Dringersgat bol van amusement en vertier. Zo was er jaren een boerenbruiloft op de zaterdag middag. Nu is er 's avonds een Carnavalsmis in de Kerk. Op zondag vindt de Grote Optocht (op zijn Gils "dun optocht") plaats. Op maandag is er een Toeterkesoptocht (optocht voor de kleintjes) en dinsdag vindt het wijvesjouwen plaats. Tijdens het wijvesjouwen worden vrouwen (of meestal mannen verkleed als vrouw) in een kruiwagen of andersoortig eenassig voertuig door de straten van Gilze vervoerd, waarbij ze bij elk café een opdracht moeten uitvoeren. Ieder jaar wordt een koppel benoemd tot oppersjouwer. Ook heeft het Dringersgat een eigen carnavalskapel, de Leutefleuters.
Cafe-zalen Doorakkers ("dun door") stond tijdens de jaren 70, 80, 90 en 00s centraal in de viering van Carnaval. De uitreiking van de prijzen voor de optocht vond er plaats en omdat de locatie ervoor geschikt was kwam hier een groot deel van de uitbundig Carnaval vierende Gilzenaren.
De prins en zijn gevolg: Daterend uit de tijd van de Spaanse bezetting en de bezetting door Napoleon valt die rol toe aan een van de buurtgenootschappen. De rol is om de prins (Alva) met al zijn makkers die de dienst uit maken "voor schut te zetten". Begeleid door de dames dansgroep Marjannekes (van het liedje "Hop Marjanneke, stroop in het kanneke" dat de dieper gevoelde bezetting van Napoleon verwoordt). Met de Leutefleuters voorop.
Dat de burgemeester de sleutel van het dorp overhandigt bevestigd de rol van de prins en zijn gevolg.
Traditioneel wordt er elk jaar een carnavals krant gemaakt, elke inwoner krijgt deze in de brievenbus. Daarin staat (in het gils geschreven) alle informatie, humor en voorpret beschreven voor het Carnavalsfeest van het dorp.
Dinsdagavond wordt het carnaval traditioneel afgesloten met de symboolverbranding op het Bisschop De Vetplein. ("beh dun Tip", een café aan het plein)
Op woensdag gaat men voor het askruisje naar de kerk om zegen te krijgen aan het begin van het vasten.

## Verenigingen
Verenigingen in Gilze zijn onder meer:
- Voetbalvereniging VV Gilze
- Tafeltennisvereniging TTV De Batswingers
- Badmintonclub BC Gilze
- 't Trefpunt Ouderensoos
- Heemkring Molenheide
- Tennispaviljoen TC Gilze
- Scouting Gillesa
- Judovereniging JV Gilze
- Seniorenvereniging
- KPJ Gilze
- Volleybalclub Gilze VC Gilze

## Sport
Op zondag 21 augustus 2022 liep de route van de derde etappe (van Breda naar Breda) van de Ronde van Spanje 2022 door Gilze.

## Verkeer en vervoer
Gilze ligt aan de A58 (de snelweg Eindhoven - Vlissingen) en de N260 (Tilburg - Baarle-Nassau).
Er zijn busverbindingen met lijn 131 naar Tilburg en lijn 170 naar Rijen en Breda. Lijn 131 rijdt in Gilze een lusroute. Lijn 170 heeft in Gilze het eindpunt bij het AZC aldaar.

## Nabijgelegen kernen
Alphen, Chaam, Hulten, Molenschot, Riel, Tilburg en Ulvenhout.

## Geboren in Gilze
- Wouter de Vet (1921-1979), burgemeester
- Hans van den Dungen (1961-2023), profvoetballer
- Jürgen Wouters (4 maart 1981), badmintonspeler
- Charlie van den Ouweland (1 oktober 1981), profvoetballer
- Joep van den Ouweland (6 februari 1984), profvoetballer

Dorpen: Gilze · Hulten · Molenschot · Rijen

Buurtschappen: Biestraat · Bolberg · Hooge Aard · Horst · Langereit · Nerhoven · Raakeind · Verhoven · Vossenberg · Weilerseind

Noord-Brabant: Steden en dorpen      Nederland: Provincies · Gemeenten